# Пустынь (Чагодощенский район)
Пустынь — деревня в Чагодощенском районе Вологодской области.
Входит в состав Мегринского сельского поселения, с точки зрения административно-территориального деления — в Мегринский сельсовет.
Расстояние по автодороге до районного центра Чагоды — 35 км, до центра муниципального образования деревни Мегрино — 20 км. Ближайший населённый пункт — Залозно.
По переписи 2002 года население — 10 человек.